# Liste der Monuments historiques in Commequiers
Die Liste der Monuments historiques in Commequiers führt die Monuments historiques in der französischen Gemeinde Commequiers auf.

## Liste der Bauwerke
| Bezeichnung                | Beschreibung | Standort               | Kennzeichnung | Schutzstatus | Datum | Bild           |
| -------------------------- | ------------ | ---------------------- | ------------- | ------------ | ----- | -------------- |
| Dolmen des Pierres-Folles  |              | (Lage)                 | PA00110080    | Classé       | 1929  | weitere Bilder |
| Schloss                    |              | (Lage)                 | PA00110081    | Inscrit      | 1926  | weitere Bilder |
| Menhir de la Grande Pierre |              | La Grande Pièce (Lage) | PA00110082    | Inscrit      | 1981  |                |

## Liste der Objekte
- Monuments historiques (Objekte) in Commequiers in der Base Palissy des französischen Kultusministeriums